# Marbella (Gerichtsbezirk)
Der Gerichtsbezirk Marbella ist einer der elf Gerichtsbezirke in der Provinz Málaga.
Der Bezirk umfasst 4 Gemeinden auf einer Fläche von 447,52 km² mit dem Hauptquartier in Marbella.

## Gemeinden
| Gemeinde                | Einwohner (2024) | Fläche km² | Dichte Einw./km² | Cod INE | Postleitzahl |
| ----------------------- | ---------------- | ---------- | ---------------- | ------- | ------------ |
| Benahavís               | 9.077            | 145,45     | 62               | 29023   | 29678, 29679 |
| Istán                   | 1.622            | 99,33      | 16               | 29061   | 29611        |
| Marbella                | 159.000          | 116,82     | 1.361            | 29069   | 29600        |
| Ojén                    | 4.682            | 85,92      | 54               | 29076   | 29610        |
| Gerichtsbezirk Marbella | 174.381          | 447,52     | 390              | –       | –            |